# Van Kyren
van Kyren (även stavningen von Küren förekommer) är en ätt som har sitt ursprung i Holstein där en Godescalcus de Kyren är känd under början av 1200-talet. I början av 1300-talet flyttade en del medlemmar av ätten till Sverige. Den första i källorna synliga förbindelsen är att Henrik van Kyren och Ivan van Kyren deltar i tåget till Neva år 1300. 
De inflyttades inbördes släktskap är oklart. Ätten dog ut i Sverige kort efter 1350.

## Historik
Ivar van Kyren nämns första gången 1259 och sista gången som levande 1274. 1293 är han död. Hans far är okänd.
Gotskalk van Kyren, son till Ivar van Kyren, är sigillvittne då hertig Erik Magnusson tar lån i Lybeck år 1312. Samma år bevittnar han hertigens privilegiebrev för Lybeck. Han nämns bland hertig Eriks män i fredstraktaten i Helsingborg 1313. Han har av mågen Filip Ulfsson (Ulv) köpt gods på Själland. Han var död år 1327.
1. Gödelin Gotskalksdotter, gift med Filip Ulfsson (Ulv)

Ivan van Kyren var son eller brorson till Ivar van Kyren. Han är möjligen den Ivan som deltar i det svenska härtåget till Neva. Han är riddare 1307 då han sigillerar hertigarna Eriks och Valdemars förbund med hertig Kristoffer i Motorp. Samma år sigillerar han fördraget i Åby och kallas då hertigarnas consiliarius. Sommaren 1316 deltog han i strider utanför Stralsund. Här råkade han tydligen i fångenskap från vilken han tvingades lösa ut sig med ett skuldebrev. Han deltog i aktionen mot kung Birger efter Nyköpings gästabud. 1318 var han bland löftesmännen för kung Håkan av Norge. Sista gången han nämns är 2 juli 1322 då han bevittnar hertiginnan Ingeborgs skuldförbindelse till staden Stralsund. Han är begraven i Varnhem där gravstenen finns.
Wulf van Kyren kallas ”broder” till Lyder van Kyren. Den 9 juni 1318 hörde han till hertiginnan Ingeborgs råd. Åren 1329-1333 nämns han som holsteinsk riddare.
Riddaren Lyder van Kyren (bror eller kusin till Ivan och Wulf) kallas i äldre svensk litteratur ibland för Lyder af Kyren. 
Ett skuldebrev daterat till 1308, där hertig Erik erkänner sig stå i skuld till Lyder van Kyren, innehåller flera underligheter och är troligen ej äkta.
Han är vidare med bland dem som sigillerar hertigarna Eriks och Valdemars förbund med hertig Kristoffer i Motorp. Den 17 december samma år beseglar han bland hertigarnas råd fördraget med kung Håkan. År 1315 kallas han ”aduocatus Finlandiae”. Åren 1316 och 1319 kallas han ”praefectus Finlandiae” och 1320 åter ”aduocatus Finlandiae” vilket han är till slutet av år 1322. År 1321 kommer han överens med sin ”broder” Wulf van Kyren att denne skulle få godsen i Holstein och han själv godsen i Sverige. År 1327 var han död. Gift med Bengta Algotsdotter (Hjorthorn, Algot Jonssons ätt) i hennes andra gifte.
1. Mechtild Lydersdotter, var gift med Algot Magnusson (Algotssönernas ätt).
2. Eggard van Kyren, var gift med Katarina Ulfsdotter, dotter till Ulf Gudmarsson och Birgitta Birgersdotter.